# Kanton Cuisery
Der Kanton Cuisery war bis März 2015 ein französischer Wahlkreis im Arrondissement Louhans, im Département Saône-et-Loire und in der Region Burgund. Sein Hauptort war Cuisery.
Der Kanton umfasste 107,89 km² und 7523 Einwohner (2012).

## Gemeinden vor 2015
Der Kanton bestand aus zehn Gemeinden:
| Gemeinde                | Einwohner Jahr | Fläche km² | Bevölkerungsdichte | Code INSEE | Postleitzahl |
| ----------------------- | -------------- | ---------- | ------------------ | ---------- | ------------ |
| L’Abergement-de-Cuisery | 750 (2013)     | –          | – Einw./km²        | 71001      | 71290        |
| Brienne                 | 485 (2013)     | –          | – Einw./km²        | 71061      | 71290        |
| Cuisery                 | 1.639 (2013)   | –          | – Einw./km²        | 71158      | 71290        |
| La Genête               | 547 (2013)     | –          | – Einw./km²        | 71213      | 71290        |
| Huilly-sur-Seille       | 323 (2013)     | –          | – Einw./km²        | 71234      | 71290        |
| Jouvençon               | 422 (2013)     | –          | – Einw./km²        | 71244      | 71290        |
| Loisy                   | 622 (2013)     | –          | – Einw./km²        | 71261      | 71290        |
| Ormes                   | 526 (2013)     | –          | – Einw./km²        | 71332      | 71290        |
| Rancy                   | 529 (2013)     | –          | – Einw./km²        | 71365      | 71290        |
| Simandre                | 1.674 (2013)   | –          | – Einw./km²        | 71522      | 71290        |

## Bevölkerungsentwicklung
| 1962 | 1968 | 1975 | 1982 | 1990 | 1999 | 2010 | 2012 |
| ---- | ---- | ---- | ---- | ---- | ---- | ---- | ---- |
| 5530 | 5931 | 5890 | 6212 | 6285 | 6458 | 7418 | 7523 |

## Kanton Cuisery ab 2015
2015 (22. und 29. März) wurden erstmals die Départementsräte nach neuem Wahlverfahren gewählt. Im Vorfeld wurde die Zahl der Kantone halbiert, hingegen erfolgten die Kandidaturen immer paarweise mit einer Frau und einem Mann. Gleichzeitig wurden die Kantone nach demographischen Gesichtspunkten festgelegt, indem die Abweichung der Bevölkerungszahlen der Kantone innerhalb des Departements nicht mehr als 20 % betragen durften. Das Kantonsgebiet muss zusammenhängend sein und Gemeinden bis 3.500 Einwohner durften nicht auf mehrere Kantone aufgeteilt werden.
Im Rahmen dieser Umstrukturierung wurden die zehn Gemeinden des Kantons Cuisery zum Kanton Cuiseaux geschlagen und der Kanton besteht seit 29. März 2015 nicht mehr.